# Thomas Deng
Thomas Jok Deng (ur. 20 marca 1997 w Nairobi) – australijski piłkarz sudańskiego pochodzenia występujący na pozycji obrońcy w japońskim klubie Albirex Niigata oraz w reprezentacji Australii. Wychowanek Western Eagles, w trakcie swojej kariery grał także w takich zespołach, jak Green Gully, Melbourne Victory, Jong PSV oraz Urawa Red Diamonds.